# Eustala innoxia
Eustala innoxia là một loài nhện trong họ Araneidae.
Loài này thuộc chi Eustala. Eustala innoxia được Arthur Merton Chickering miêu tả năm 1955.